# 서산 천장사 칠층석탑
서산 천장사 칠층석탑(瑞山 天藏寺 七層石塔)은 대한민국 충청남도 서산시 고북면 천장사에 있는 칠층석탑이다. 1984년 5월 17일 충청남도의 문화재자료 제202호로 지정되었다.

## 개요
천장사 인법당 앞뜰에 자리하고 있는 탑으로, 1층 기단(基壇) 위에 7층의 탑신(塔身)을 올려놓은 모습이다.
기단은 밑돌이 바닥돌과 하나의 돌로 되어 있고, 그 위로 지붕 모양의 맨 윗돌을 덮어두고 있는데, 그 폭이 탑신의 1층 몸돌과 거의 같다. 탑신부의 각 몸돌은 모서리마다 기둥 모양을 새겨 두었으며, 위층으로 올라갈수록 줄어드는 비율이 그리 크지 않다. 지붕돌은 밑면에 3단씩의 받침을 새겨두었다. 4층 지붕돌에서부터 7층 몸돌까지 놓인 돌들은 제자리가 아닌 듯 어색한 모습이며, 꼭대기에 있는 머리장식 또한 아래의 7층 지붕돌과 크기가 맞지 않아 원래의 형태는 아닌 듯하다.
탑신부의 몸돌이나 지붕돌의 모습에서 고려의 양식이 보이고 있으나, 기단의 폭이 탑신의 1층 몸돌과 거의 같은 것으로 보아 고려시대 이후에 세운 것으로 추측된다.

## 같이 보기
- 천장사

## 참고 자료
- 천장사칠층석탑 - 국가유산청 국가유산포털